# Regeringen Vennola II
Regeringen Vennola II var det självständiga Finlands sjunde regering bestående av Framstegspartiet och Agrarförbundet. Regeringen var en centerpolitisk minoritetsregering med en partipolitiskt obunden krigsminister. Ministären regerade från 9 april 1921 till 2 juni 1922. Regeringsperiodens mest dramatiska händelse var mordet på Heikki Ritavuori. Inrikesminister Ritavuori sköts vid dörren till sitt hem i Tölö den 14 februari 1922.
Tiderna var ekonomiskt svåra som under regeringen Vennola I. Vennolas andra ministär föll ändå på utrikespolitiken, på ett misstroendevotum mot utrikesminister Rudolf Holsti och dennes randstatspolitik. Vennola skulle själv ha varit beredd att fortsätta som statsminister då misstroendeförklaringen inte gällde hela regeringen. I vilket fall som helst föll regeringen; både Holsti och president Kaarlo Juho Ståhlberg uppfattade dessutom Vennolas villighet att fortsätta som statsminister men med en utrikespolitisk kursändring som ett svek. Den gamla linjen var ändå omöjlig då den motsattes av både högern och vänstern.
| Minister                                                                 | Ämbetsperiod                                               | Parti            |
| ------------------------------------------------------------------------ | ---------------------------------------------------------- | ---------------- |
| Statsminister J.H. Vennola                                               | 9 april 1921–2 juni 1922                                   | Framstegspartiet |
| Utrikesminister Rudolf Holsti                                            | 9 april 1921–20 maj 1922                                   | Framstegspartiet |
| Justitieminister Heimo Helminen Albert von Hellens                       | 9 april 1921–24 februari 1922 24 februari 1922–2 juni 1922 | Framstegspartiet |
| Inrikesminister Heikki Ritavuori † Heimo Helminen                        | 9 april 1921–14 februari 1922 24 februari 1922–2 juni 1922 | Framstegspartiet |
| Krigsminister Onni Hämäläinen Bruno Jalander                             | 9 april 1921–3 september 1921 3 september 1921–2 juni 1922 | opolitisk        |
| Finansminister Risto Ryti                                                | 9 april 1921–2 juni 1922                                   | Framstegspartiet |
| Kyrko- och undervisningsminister Niilo Liakka                            | 9 april 1921–2 juni 1922                                   | Agrarförbundet   |
| Jordbruksminister Kyösti Kallio                                          | 9 april 1921–2 juni 1922                                   | Agrarförbundet   |
| Biträdande jordbruksminister Juho Niukkanen                              | 9 april 1921–2 juni 1922                                   | Agrarförbundet   |
| Minister för kommunikationsväsendet och allmänna arbetena Erkki Pullinen | 9 april 1921–2 juni 1922                                   | Framstegspartiet |
| Handels- och industriminister Erkki Makkonen                             | 9 april 1921–2 juni 1922                                   | Framstegspartiet |
| Socialminister Vilkku Joukahainen                                        | 9 april 1921–2 juni 1922                                   | Agrarförbundet   |

## Fotnoter
1. ↑  Dramatiska skeden i inrikesministeriets historia. Inrikesministeriet
2. ↑  Vennola, J.H. Uppslagsverket Finland. Schildts. Läst 21 juli 2011.
3. ↑  
Vennola, Juho Heikki. Finlands nationalbiografi (finska)
4. ↑  7. Vennola II Arkiverad 14 november 2012 hämtat från the Wayback Machine. Statsrådet (finska)